# Taboga inis
Taboga inis är en fjärilsart som beskrevs av Dyar 1914. Taboga inis ingår i släktet Taboga och familjen mott. Inga underarter finns listade i Catalogue of Life.